# Jesús Barros
Jesús Barros Martínez (La Gudiña, 1940 - ibídem, 3 de octubre de 2015) fue un político, empresario y director de banco español.

## Biografía
Nacido en el municipio orensano de La Gudiña en 1940, fue empresario y director de una sucursal del Banco Central Hispano. En 1973 fue nombrado alcalde de su localidad natal y ocupó el cargo, ya por la Unión de Centro Democrático y después por Alianza Popular, hasta 1987, año en que fue sustituido por el también popular Guillermo Lago. Fue diputado provincial entre 1983 y 1987. En septiembre de 1995 fue nombrado diputado de AP por la provincia de Orense en sustitución de Manuel Cabezas Enríquez, y abandonó el cargo a principios de enero de 1996. Fue nuevamente diputado por la misma provincia entre junio de 1996 y enero de 2000 al sustituir Jesús de Juana, que había sido nombrado subdelegado del Gobierno en Orense. Recibió la Medalla de Galicia en 2002 en su categoría de bronce. Falleció el 3 de octubre de 2015 a los 75 años en su localidad natal.